# Никола Ковачевић (одбојкаш)
Никола Ковачевић је српски одбојкашки репрезентативац. Рођен је 14. фебруара 1983. године у Краљеву. Висок је 193 центиметра, а тежак 80 килограма. Игра на позицији примача. На дресу носи број 1. Тренутно наступа у Русији за одбојкашки клуб Урал Уфа. Са репрезентацијом је освојио 3. место на Европском првенству 2007, и учествовао је на Олимпијским играма 2008. у Пекингу.
Са репрезентацијом Србије је освојио златну медаљу на Европском првенству 2011. године. Проглашен је и за најбољег примача првенства.
Николин млађи брат Урош је такође одбојкаш и српски репрезентативац. Ожењен је и има две ћерке.